# Église Saint-Pierre de Clayworth
L'église Saint-Pierre de Clayworth est une église paroissiale anglicane située à Clayworth au Nottinghamshire, en Angleterre. Elle est rattachée au doyenné de Bassetlaw & Bawtry et au diocèse de Southwell et Nottingham. Il s'agit d'un monument classé de Grade I.

## Historique
L'église date du début du XIe siècle. Elle est restaurée de 1874 à 1875 par l'architecte John Oldrid Scott (en).

## Décorations
Les fresques de l'église sont peintes par Phoebe Anna Traquair.

## Cloches
Le clocher comporte 8 cloches. Les deux plus petites sont fondues par John Taylor of Loughborough (en) en 1998, les cloches 3 et 4 par la même entreprise en 1951, la cinquième en 1897 par John Warner and Sons de Londres, la sixième par Daniel Hedderly de Bawtry en 1722, la septième par George Oldfield I de Nottingham en 1629 et la huitième par William Oldfield de Doncaster en 1652.

## Paroisse
L'église Saint-Pierre de Clayworth forme une paroisse commune avec :
- l'église de la Sainte-Trinité d'Everton
- l'église Saint-Pierre-et-Saint-Paul de Gringley-on-the-Hill
- l'église de Tous-les-Saints de Mattersey